# Franz Mayerhofer (politik)
Franz Karl Mayerhofer, uváděn též jako Mayrhofer (27. prosince 1822 Vídeň – 1. října 1874 Dornbach), byl rakouský podnikatel a politik německé národnosti, v 2. polovině 19. století poslanec Říšské rady a náměstek starosty Vídně.

## Biografie
Byl synem obchodníka. Vystudoval práva na Vídeňské univerzitě a v roce 1846 získal titul doktora práv. Chtěl pracovat jako advokát, ale po smrti bratra musel roku 1848 převzít rodinný podnik. Od roku 1866 byl prezidentem bankovního domu Creditanstalt. Byl veřejně a politicky činný. Během revolučního roku 1848 byl zvolen do vídeňské obecní rady, po nástupu neoabsolutismu se z komunální politiky stáhl. Od 7. ledna 1858 až do své smrti byl ovšem členem vídeňské Obchodní a živnostenské komory. V komoře zastával v letech 1862–1873 post předsedy sekce pro zákonodárství. Do vídeňské obecní rady se vrátil v roce 1861 a zasedal v ní do roku 1868, přičemž v letech 1863–1868 byl náměstkem starosty Vídně.
Zasedal jako poslanec Dolnorakouského zemského sněmu, kam nastoupil roku 1866 a členem sněmu zůstal do roku 1873. Zastupoval kurii obchodních a živnostenských komor.
Byl také poslancem Říšské rady (celostátního parlamentu Předlitavska), kam ho poprvé zvolil Dolnorakouský zemský sněm roku 1869. Tehdy byla Říšská rada ještě nepřímo volena zemskými sněmy. 11. prosince 1869 složil slib. Do vídeňského parlamentu ho zemský sněm opětovně delegoval roku 1870 a 1871. Uspěl i v prvních přímých volbách roku 1873 za kurii městskou v Dolních Rakousích, obvod Vídeň, I. okres. Rezignace byla oznámena na schůzi 20. října 1874, přičemž již předtím zemřel. V roce 1873 se uvádí jako rytíř Dr. Franz Karl Mayerhofer, kupec a prezident správní rady Creditanstaltu, bytem Vídeň. V roce 1873 do parlamentu nastupoval za blok německých ústavověrných liberálů (tzv. Ústavní strana, centralisticky a provídeňsky orientovaná), v jehož rámci představoval staroněmecké křídlo.
Zemřel v říjnu 1874 na svém statku v Dornbachu u Vídně na srdeční chorobu.